# Bernardo Antonini
Pour les articles homonymes, voir Antonini.
Bernardo Antonini, né le 20 octobre 1932 à Cimego, en Italie et décédé le 27 mars 2002 à Karaganda, au Kazakhstan, est un prêtre catholique italien. Il est connu pour son œuvre missionnaire en Russie et dans l'Asie soviétique. Il est reconnu vénérable par l'Église catholique en décembre 2020.

## Biographie
Bernardo Antonini naît le 20 octobre 1932 dans une famille modeste de Cimego. Il grandit à Raldon, un hameau de San Giovanni Lupatoto, où sa famille a déménagé. Élevé dans la tradition catholique, il s'intéresse dès son plus jeune âge aux pratiques religieuses. À l'âge de huit ans, c'est devant une image de Notre-Dame de Fátima qu'il dira : « En Russie, on y est tellement antichrétien, mais Notre-Dame a dit que la Russie se convertirait ». Dès lors il rêve de devenir missionnaire en Russie, mais la réalisation de son projet semble compromise car s'il devient prêtre il devra se mettre au service du diocèse de Vérone.
Mais qu'importe, c'est à l'âge de dix ans qu'il intègre le séminaire de Rovere Veronese. Il est ordonné prêtre le 26 juin 1955. Il complète ses études en langues étrangères et obtient aussi une licence en théologie dogmatique en 1964. Par la suite il est envoyé comme professeur au séminaire de Vérone puis deviendra le directeur du Centre pour l’éducation et la formation religieuse du diocèse.
En 1977, toujours animé d'un esprit missionnaire, Bernardo Antonini rejoint l'Institut de Jésus-Prêtre, une branche de la Famille Paulinienne. Il continue son ministère au sein du diocèse de Vérone mais il rêve toujours à la Russie. D'ailleurs, le fondateur de son institut, Giacomo Alberione, avait toujours espéré que ses prêtres puissent œuvrer en Russie. En 1989, Bernardo Antonini part pour Moscou pour assister à un colloque. Il rencontre Mgr Thaddeus Kondrusiewicz. Celui-ci lui parle de la situation de l'Église en Russie. À cause de la répression menée par le régime communiste contre le clergé, celui-ci manque de moyens, de prêtres et d'organisation.
Alors que l'Urss est à la veille de sa disparition, la pratique religieuse reprend, le régime ne persécute plus l'Église. Mgr Kondrusiewicz demande à Bernardo Antonini de l’accompagner dans la reconstruction de son diocèse. C'est en 1993, après avoir reçu l’accord de ses supérieurs qu'il part pour Moscou où il se met directement au travail. Assez rapidement, il est en mesure d’ouvrir le premier séminaire. Mais les conditions sont précaires : il y a peu de moyens et les séminaristes doivent affronter le froid et la faim. Loin de se décourager, Bernardo Antonini passe ses journées à travailler au séminaire et en devient le vice-recteur. Vraiment dévoué, c'est dans l'enquête de la cause pour sa béatification que des personnes l'ayant côtoyé témoignent qu’il priait des nuits entières pour un séminariste ou un prêtre en difficulté.
Il est ensuite nommé vicaire épiscopal pour la pastorale au Kazakhstan. Il forme des religieux, il est professeur d'Écriture sainte au grand séminaire Marie-Mère de l'Église de Karaganda, tient des conférences, fonde le journal catholique Svet Evangelia et prêche dans de nombreuses villes de l'Asie soviétique. Son œuvre missionnaire est reconnue par ses pairs, et le pape Jean-Paul II le nommera responsable de tous les initiatives du Jubilé de l'an 2000 dans l'ensemble des pays issus de l'Urss. Épuisé par ses nombreuses activités, Bernardo Antonini meurt d'un arrêt cardiaque le 27 mars 2002.

## Vénération

### Béatification

#### Enquête sur les vertus
La cause pour la béatification et la canonisation de Bernardo Antonini s'ouvre le 11 février 2009 dans le diocèse de Karaganda. L'enquête diocésaine se clôture le 17 octobre 2014 et c'est sous la forme d'une Positio qu'elle est envoyée à Rome pour y être étudiée par la Congrégation pour les causes des saints.
Le 21 décembre 2020, le pape François reconnaît les vertus héroïques de Bernardo Antonini, lui attribuant ainsi le titre de vénérable. 
Si une guérison obtenue par son intercession est reconnue comme authentique par le Saint-Siège il pourra être proclamé bienheureux.